# Heathers: The Musical
Heathers: The Musical és un musical rock amb música, lletres i llibret de Laurence O'Keefe i Kevin Murphy, basat en la pel·lícula homònima del 1989 escrita per Daniel Waters. Entre els productors hi haJ. Todd Harris, Amy Powers, RJ Hendricks i Andy Cohen. Després d'una prova a Los Angeles amb entrades esgotades, l'espectacle es va traslladar a l'Off-Broadway el 2014. Després del 2014, el show va tenir un Off-West End el 2018 i després es va transferir al West End el 2018 per un compromís limitat.
Tot i que l'espectacle és una comèdia negra d'alta volada, obre converses sobre qüestions fosques, com ara el bullying, el suïcidi d'adolescents, les agressions sexuals i la violència escolar.

## Rerefons
Andy Cohen i J. Todd Harris van aconseguir els drets de  Daniel Waters (el guionista de la pel·lícula) i de seguida van pensar en Andy Fickman per a que ho dirigís. Després de veure el treball de Laurence O'Keefe amb Legally Blonde i com va passar la pel·lícula al teatre, va decidir aparellar-lo amb el col·laborador de Reefer Madness, Kevin Murphy. Originalment, la lletrista Amy Powers  formava part de l'equip creatiu, però va passar a unir-se als productors Cohen i Harris. Fickman, Murphy i O'Keefe també van ser productors de les produccions originals de Los Angeles i Nova York. Fickman va dir de l'experiència: "Hem trobat que Heathers va donar una gran oportunitat per al comentari dels anys 80 i una gran oportunitat per a la música i la narració de contes ".

## Produccions

### Desenvolupament
El 2009 es van celebrar tres lectures privades de l'obra en curs a Los Angeles, protagonitzades per Kristen Bell com a Veronica. La primera va ser al març a les oficines de Beverly Hills de l'Agència Endeavour (protagonitzada per Christian Campbell com a JD); la segona al juny al teatre Hudson de Santa Monica Boulevard (protagonitzada per Scott Porter com a JD); i el tercer al desembre al Coast Theatre de West Hollywood, amb James Snyder com a JD. En cada lectura, Jenna Leigh Green, Corri English, i Christine Lakin van interpretar a Heather Chandler, Heather McNamara i Heather Duke respectivament.
Del 13 al 14 de setembre de 2010, Heathers es va presentar com un concert al Joe's Pub. L'espectacle va ser dirigit per Andy Fickman i va tenir com a protagonistes a Annaleigh Ashford com a Veronica Sawyer, Jeremy Jordan com a Jason Dean, Jenna Leigh Green com a Heather Chandler, Corri English com a Heather McNamara i Christine Lakin com a Heather Duke, James Snyder com a Kurt Kelly, PJ Griffith com a Ram Sweeney, Julie Garnyé com a Martha "Dumptruck" Dunnstock, Eric Leviton com a pare de Ram, Kevin Pariseau com a pare / director de Kurt, Jill Abramovitz com a Sra. Fleming / la mare de Veronica, Tom Compton com a Hipster Dork / Preppy Kid, Alex Ellis com a Goth Girl / Professor d'anglès / Young Republicanette, i Kelly Karbacz com a Stoner Chick / psicòloga escolar.

### Los Angeles
L'espectacle es va representar al Hudson Backstage Theatre de Los Angeles per un compromís limitat els caps de setmana del 21 de setembre de 2013 al 6 d'octubre de 2013. El repartiment incloïa a Barrett Wilbert Weed com a Veronica, Ryan McCartan com a JD, Sarah Halford com a Heather Chandler, Kristolyn Lloyd com a Heather Duke i Elle McLemore com a Heather McNamara. McLemore va ser l'única Heather que va romandre amb el repartiment quan el programa es va transferir a Off-Broadway, però després que Alice Lee deixés la producció, Kristolyn Lloyd va tornar a repetir el seu paper com a Heather Duke.

### Off-Broadway
El 2013, es va anunciar que Heathers: The Musical es portaria a Off-Broadway, les prèvies començarien al març al New World Stages, dirigida per Andy Fickman. Casualment, New World també és el nom del distribuïdor de la pel·lícula original. Al febrer de 2014, es va anunciar el repartiment, inclosos Barrett Wilbert Weed, Ryan McCartan, i Elle McLemore, que van repetir els seus papers com Veronica, JD i Heather McNamara, respectivament, amb noves incorporacions al repartiment com Jessica Keenan Wynn com Heather Chandler, Alice Lee com Heather Duke i el guanyador del Premi Tony Anthony Crivello com Bill Sweeney/'Big Bud' Dean. L'espectacle va començar les previsualitzacions el 15 de març de 2014 i es va inaugurar el 31 de març de 2014.
Un àlbum de repartiment es va gravar del 15 al 16 d'abril de 2014 amb un llançament digital i a la botiga del 17 de juny de 2014. Es va publicar una setmana abans del 10 de juny de 2014.
Heathers: The Musical va ferr la seva última actuació a New World Stages el 4 d'agost de 2014.

### Londres
Es va obrir un taller del musical a The Other Palace, London que va realitzar 5 presentacions a l'estudi del 30 de maig al 3 de juny de 2017. El taller va comptar amb Charlotte Wakefield com a Veronica Sawyer.
Després del taller, el musical es va estrenar oficialment a Londres al Theatre at The Other Palace, Londres del 9 de juny al 4 d'agost de 2018, amb Carrie Hope Fletcher com a Veronica Sawyer, Jamie Muscato com a JD, Dominic Andersen com Ram Sweeney, Edward Baruwa com el pare de Ram i Jon Boydon com el pare de Kurt. La producció està produïda per Bill Kenwright i Paul Taylor-Mills, dirigida de nou per Andy Fickman i amb el coreògraf/director associat Gary Lloyd. Per a la producció londinenca "Blue" s'ha canviat per la nova cançó "You're Welcome" i Heather Duke ha rebut la seva pròpia cançó "Never Shut Up Again", així com alguns canvis de guió.
Heathers es va traslladar al West End al Theatre Royal Haymarket, del 3 de setembre de 2018 al 24 de novembre de 2018. Una nova cançó per a Veronica, "I Say No", així com alguns canvis de guió a L'acte 2 es va afegir per a la transferència.
Un enregistrament del repartiment del West End es va publicar a Ghostlight Records l'1 de març. L'àlbum es va estrenar al número 1 de les llistes de bandes sonores d'iTunes UK i al número 2 de les llistes d'àlbums d'iTunes UK. L'àlbum es va estrenar al número 24 de la llista oficial d'àlbums.
El 3 de març de 2019, Heathers The Musical va guanyar el premi al millor nou musical als Premis Whatsonstage.com de Londres. Carrie Hope Fletcher també va guanyar a la millor actriu en un musical.

### Gira pel Regne Unit
El 3 d'octubre de 2019 es va anunciar a través del compte de Twitter de Bill Kenwright LTD que Heathersemprendria una gira pel Regne Unit el 2020 a partir del juny.

### Produccions regionals notables dels Estats Units
El 2016, el White Plains Performing Arts Center (WPPAC) va presentar l'estrena regional de la producció de Nova York al públic esgotat.

### Austràlia
L'estrena australiana de Heathers: The Musical al Hayes Theatre de Sydney es va representar al juliol-agost de 2015. Dirigida per Trevor Ashley amb coreografia de Cameron Mitchell, va protagonitzar Jaz Flowers com a Veronica Sawyer, Stephen Madsen com a JD, Lucy Maunder com a Heather Chandler, Erin Clare com a Heather McNamara i Libby Asciak com a Heather Duke. producció ben rebuda es va transferir l'any següent, amb la majoria del mateix elenc, per temporades a Brisbane (Playhouse, Queensland Performing Arts Center) el gener de 2016, Melbourne (Playhouse, Arts Center Melbourne) el maig de 2016 i Sydney Operapera's Playhouse al juny de 2016.

### Brasil
L'estrena brasilera de Heathers: The Musical al teatre Viradalata de São Paulo es va representar a l'octubre-novembre del 2019. Traduït per Rafael Oliveira, dirigit per Fernanda Chamma i Daniela Stirbulov, amb coreografia de Mariana Barros, va començar amb Ana Luiza Ferreira com a Veronica Sawyer, Diego Montez i Murilo Armacollo com a JD, Bruna Vivolo i Gigi Debei com a Heather Chandler, Veronica Goeldi i Mariana Fernandes com a Heather Duke, Carol Amaral, Isa Castro i Luisa Valverde com a Heather McNamara. La producció ben rebuda aviat es va anunciar que tornaria al maig-juny del 2020; però es va cancel·lar a causa de la pandèmia de COVID-19.

## Sinopsi

### Acte 1
El 1989, Veronica Sawyer, de 17 anys, es desespera a la infernal jerarquia social de Westerburg High School, on estudiants com l'obesa Martha Dunnstock (la millor amiga de Veronica) són turmentats pels guais Ram Sweeney i Kurt Kelly, i l'escola està governada per les Heathers: la feble de voluntat Heather McNamara, la bulímica i mesquina Heather Duke, i la "gossa mítica" Heather Chandler. Quan el talent de la Verònica per falsificar treu als Heathers de la detenció, li fan un canvi d'imatge i l'eleven al seu cercle ("Bell").
Chandler descobreix l'enamorament de Martha vers Ram i ordena a Veronica que li faci una carta d'amor a Martha; temptant Veronica amb la promesa de popularitat ("Candy Store"). El misteriós noi de Jason "JD" Dean, que cita poesia, critica a Veronica per trair la seva amiga. Després que JD guanyi una baralla contra Ram i Kurt, Veronica es veu atreta inesperadament per ell ("Fight for Me"). Els pares de la Veronica confessen a la seva filla que no estan segurs que els agradin els seus nous amics i que preferirien que tornés a ser amiga de Martha. ("Candy Store (Playoff)").
Després de patir somnis atormentadors ("Veronica's Chandler Nightmare"), Veronica, amb JD al remolc, es disculpa amb Chandler i barreja curacions per a la ressaca. JD afegeix un desembussador actiu tòxic a la seva tassa com a broma, però les tasses es canvien accidentalment. JD ho nota, però no diu res a la Veronica. Chandler beu de la tassa enverinada i mor. Veronica té pànic, però JD la convenç per falsificar una nota de suïcidi; que pinta un Chandler més complex i incomprès. Aquesta versió fictícia d'ella guanya la simpatia de l'escola i fa que sigui encara més venerada a la mort que a la vida ("The Me Inside Of Me").
Verònica intenta continuar amb la seva vida normal, però és criticada i rep les burles del fantasma de Chandler. Intenta rescatar les Heathers d'un Kurt i un Ram borratxos, que agressivament li demanen relacions sexuals, però els dona més alcohol fins que cauen rodons ("Blue" o "You're Welcome"). Duke assumeix l'estat de Chandler i la simbòlica goma de cabell vermella, mentre que Ram i Kurt expliquen a tothom que van tenir relacions sexuals amb Veronica ("Blue (Reprise)" o "Never Shut Up Again"). Veronica és marcada com una puta ("Blue" (Playoff), no inclosa en les produccions del West End i futures), i quan JD ataca els esportistes per defensar-la, el colpegen salvatgement.
JD i Veronica es reconforten i planifiquen una broma venjativa: atraurà els esportistes al cementiri amb la promesa de fer real el seu trio de ficció, junts els dispararan amb bales tranquil·litzants "Ich Lüge" per fer-los fora abans de deixar un nota de suïcidi falsa confessant que eren amants gais. Quan arriben els esportistes, JD dispara a Ram, però Veronica troba a faltar Kurt. Quan s'adona que Ram és mort i les bales són reals, JD dispara a Kurt i proclama el seu amor immortal a una Verónica horroritzada ("Our Love Is God").

### Acte 2
Al funeral de Ram i Kurt, una Veronica desconcertada reflecteix que podrien haver superat la seva immaduresa ("Prom or Hell?"). Afligit per la pena, el pare de Ram castiga el pare de Kurt per mantenir-se homòfob, fins que aquest de sobte besa el primer, revelant la seva pròpia història d'amor secreta. La confessió porta a una catarsi i tots fan els vots de fer del món un lloc més tolerant ("My Dead Gay Son"). Convençut que els assassinats són per al bé més gran, JD insta Veronica a dirigir-se a Duke. Ella s'hi nega, per la qual cosa es queixa de no fer res davant la injustícia, revelant que va ser testimoni del suïcidi de la seva mare quan era un noi petit, tensant la seva relació amb el seu pare i provocant que es moguessin constantment. La Verònica li dona un ultimàtum: renunciar a la violència i viure una vida normal amb ella o perdre-la per sempre ("Seventeen"). J JD està d'acord i es reconcilien. Martha li diu a la Verònica que sospita que JD ha assassinat els esportistes, creient que la "nota d'amor" de Ram és la prova. La Veronica, instada pel fantasma de Chandler, confessa que va falsificar la nota per humiliar Martha, que fuig a plorar.
La consellera d'orientació, la senyora Fleming, realitza una assemblea de teràpia televisiva ("Shine a Light"). Insta a tothom a revelar les seves pors i inseguretats, però només McNamara admet pensaments suïcides ("Lifeboat"). Duke es burla d'ella i assetja els estudiants en un frenesí. La Verònica llança i fa una confessió: "no es van matar a ells mateixos! Jo els vaig matar!" - Però tothom riu burleta, creient que només està desesperada per l'atenció. Poc després, McNamara intenta suïcidar-se per una sobredosi al bany, mentre que Heather Duke es burla del seu subconscient ("Shine a Light (Reprise)"), però Veronica la deté. JD, amb una pistola, intenta convèncer Veronica per matar Duke una vegada més. En adonar-se de la inestabilitat que té, Veronica trenca amb ell. ("I Say No" a la versió del West End)
JD fa xantatge de Duke perquè signi una petició. Martha, dolent-se de Ram, salta d'un pont ("Kindergarten Boyfriend"), però sobreviu. Veronica corre a l'hospital, mentre que els fantasmes de Kurt, Ram i Chandler es burlen d'ella; amb els seus pares intentant assegurar-li que han passat per tot el que està passant ("Yo Girl"). Torna a casa, on irromp JD. Quan es fortifica a l'armari, ell revela que la petició, signada per tots els estudiants, és en realitat una nota de suïcidi massiu, juntament amb els seus plans de fer explotar la concentració i fer que sembli un suïcidi massiu. Obre l'armari per trobar la Veronica penjant d'un llaç. Afligit, marxa per completar el seu pla ("Meant to Be Your").
Veronica, després d'haver falsificat el seu suïcidi, corre per detenir a JD ("Dead Girl Walking (Reprise)"). Ella s'enfronta a ell a la sala de calderes, però en la seva lluita, JD rep un tret. Incapaç de desarmar la bomba, Veronica la porta al camp de futbol buit. JD la convenç perquè el deixi agafar la bomba ("I Am Damaged"). Explota, matant-lo a ell sol.
De tornada a l'escola, Veronica agafa la goma vermella de Duke i posa fi a l'era del ridícul social. Veronica convida Martha i les Heathers restants a passar l'estona, llogar una pel·lícula i ser nens abans que acabi la infància ("Seventeen (Reprise)").

## Números musicals
| Acte I - "Beautiful" – Veronica, H. Chandler, H. McNamara, H. Duke, Kurt, Ram, Martha, Ms. Fleming i Companyia - "Candy Store" – H. Chandler, H. McNamara i H. Duke - "Fight for Me" – Veronica i Estudiants - "Candy Store" (Playoff) † – H. Chandler, H. McNamara i H. Duke - "Freeze Your Brain" – J.D. - "Big Fun" – Ram, Kurt, Veronica, H. Chandler, H. McNamara, H. Duke i Estudiants - "Dead Girl Walking" – Veronica i J.D. - "Veronica's Chandler Nightmare" † – H. Chandler i Companyia - "The Me Inside of Me" – H. Chandler, Veronica, J.D., Ms. Fleming, Principal, Coach, Polices i Companyia - "Blue" (2010-2018) – Ram, Kurt, H. Duke i H. McNamara - "You're Welcome" (2018–present) †† – Ram, Kurt, Veronica - "Blue" (Reprise, 2010–2018) † – Ram, Kurt, H. Duke, H. McNamara i Estudiants - "Never Shut Up Again" (2018–present) †† – H. Duke, Ram, Kurt i Conjunt (substitueix "You're Welcome" (Reprise) de la versió d'instituts) - "Blue" (Playoff, 2010–2018) † - Students - "Our Love is God" – J.D., Veronica, Ram, Kurt i Companyia | Acte II - "Prom or Hell?" † – Veronica - "My Dead Gay Son" – Ram's Dad, Kurt's Dad i Mourners - "Seventeen" – Veronica i J.D. - "Shine a Light" – Ms. Fleming i Estudiants - "Lifeboat" – H. McNamara - "Shine a Light" (Reprise) – H. Duke i Estudiants - "I Say No" (2018–present) †† - Veronica i Conjunt - "Hey Yo, Westerburg" † – H. McNamara i Estudiants - "Kindergarten Boyfriend" – Martha - "Yo Girl" – H. Chandler, Ram, Kurt, Veronica i Veronica's Mom - "Meant to Be Yours" – J.D. i Estudiants - "Dead Girl Walking" (Reprise) – Veronica, J.D., Ms. Fleming i Estudiants - "I Am Damaged" – J.D. i Veronica - "Seventeen" (Reprise) – Veronica, Martha, H. McNamara, H.Duke i Companyia |

† No publicada a cap enregistrament.

†† Cançons afegides a la versió del West End i a totes les produccions futures
"You're Welcome" substitueix "Blue", una cançó de la primera gravació del repartiment mundial. "You're Welcome" va ser escrita originalment per O'Keefe i Murphy per a l'edició de High School, però es va afegir a l'espectacle oficial a partir de la producció londinenca del 2018. O'Keefe i Murphy van preferir "You're Welcome", ja que havien arribat a sentir que "Blue" era una mica mandrós i, sense voler, havien banalitzat les pors del personatge principal (donat que Veronica està acorralada per dos borratxos, titulats estrelles del futbol de l'escola secundària) que es va negar a escoltar la paraula «no»). Tot i que "Blue" no contenia cap diàleg per a Veronica, per contra, "You're Welcome" permet a Veronica expressar els seus temors i resoldre el seu problema, derrotant decididament els seus agressors.
Una nova cançó per a Heather Duke, "Never Shut Up Again", també es va afegir per a la carrera de Londres, en substitució de "Blue (Reprise)". Per al taller del 2017, hi havia una cançó diferent que substituïa "Blue (Reprise)", que es va convertir en "Big Fun (Reprise)", una part de la qual ara s'inclou a "Never Shut Up Again". La darrera setmana a The Other Palace, els autors van afegir una nova cançó després de "Shine a Light (Reprise)" anomenada "I Say No", en què Veronica finalment aboca a JD quan li proposa tornar a assassinar, dient-li "que necessites" ajuda que no puc proporcionar "i sortint cap a ell. La cançó va romandre al programa per a la tirada de Haymarket i es va llançar el 15 de febrer de 2019, com a primer senzill de l'àlbum de repartiment del West End.

## Repartiments
| Personatge                                 | Joe's Pub (2010)  | Los Angeles (2013)   | Off-Broadway (2014)  | Off-West End (2018)  | West End (2018)      |
| ------------------------------------------ | ----------------- | -------------------- | -------------------- | -------------------- | -------------------- |
| Veronica Sawyer                            | Annaleigh Ashford | Barrett Wilbert Weed | Barrett Wilbert Weed | Carrie Hope Fletcher | Carrie Hope Fletcher |
| Jason "J.D." Dean                          | Jeremy Jordan     | Ryan McCartan        | Ryan McCartan        | Jamie Muscato        | Jamie Muscato        |
| Heather Chandler                           | Jenna Leigh Green | Sarah Halford        | Jessica Keenan Wynn  | Jodie Steele         | Jodie Steele         |
| Heather McNamara                           | Corri English     | Elle McLemore        | Elle McLemore        | Sophie Isaacs        | Sophie Isaacs        |
| Heather Duke                               | Christine Lakin   | Kristolyn Lloyd      | Alice Lee            | T'Shan Williams      | T'Shan Williams      |
| Martha Dunnstock                           | Julie Garnye      | Katie Ladner         | Katie Ladner         | Jenny O'Leary        | Jenny O'Leary        |
| Ram Sweeney                                | PJ Griffith       | Jon Eidson           | Jon Eidson           | Dominic Andersen     | Dominic Andersen     |
| Kurt Kelly                                 | James Snyder      | Evan Todd            | Evan Todd            | Chris Chung          | Chris Chung          |
| Bill Sweeney / Big Bud Dean / Coach Ripper | Eric Leviton      | Rex Smith            | Anthony Crivello     | Edward Baruwa        | Nathan Amzi          |
| Paul Kelly / Mr. Sawyer / Principal Gowan  | Zachary Ford      | Daniel Cooney        | Daniel Cooney        | Jon Boydon           | Jon Boydon           |
| Mrs. Sawyer / Pauline Fleming              | Jill Abramovitz   | Rena Strober         | Michelle Duffy       | Rebecca Lock         | Rebecca Lock         |

## Recepció crítica

### Off-Broadway
Heathers: The Musical Off-Broadway del 2014 va ser generalment ben rebut tant per la crítica com pel públic. El musical va ser elogiat per mantenir-se fidel a la pel·lícula, tot i que tenia les seves pròpies addicions originals a la història. La partitura i la coreografia del musical també van ser elogiades.
El musical, però, va ser criticat per la seva llargada i els seus personatges no estaven a l'altura del repartiment de la pel·lícula original. També s'ha criticat per haver adoptat els temes foscos del material d'origen i desinfectar-los amb música bullent i personatges semblants a dibuixos animats.
Marilyn Stasio, que escrivia per a Variety, va escriure "... Els professionals experimentats de la indústria podrien obtenir alguns consells sobre el que cal fer i el que no s'adapta per adaptar el material d'aquest tractament musical de" Heathers "de manera intel·ligent. Ella va elogiar les lletres, però no era una fanàtica de la música, i va escriure: "Fins i tot, les lletres no fan mai mudes els personatges que les canten. Voldríem dir el mateix per a la música, que és descarada i bla, i no sona gens com la música que va fer els anys 80 als 80 ".
David Rooney, de The Hollywood Reporter, va afirmar: "La comèdia àcida guanya alguna cosa si es converteix en un musical pop de dibuixos animats? Infern, no. Però, com a extensió dels malvats plaers de la pel·lícula, aquesta versió té els seus encantaments ximples, com demostra el resposta desconcertant del públic predominantment jove. No és precisament molt, per demanar-li préstecs a Heather-speak, però per als fanàtics insaciables gairebé pot ser suficient, i la posada en escena a l'escola secundària sembla d'alguna manera adequada".
El musical va obtenir dues de les cinc estrelles de The Guardian, Alexis Soloski, que va escriure: "L'adaptació fora de Broadway de la pel·lícula per a adolescents de Winona Ryder/Christian Slater del 1988 és assolellada i fosca, però el tema fosc exigeix alguna cosa més dolenta." Però Elizabeth Vincentelli, del New York Post li va donar quatre estrelles de cinc, escrivint "El primer acte es mou ràpidament mentre el director Andy Fickman i el seu repartiment retiren fins a l'últim còmic que deixa el guió i les cançons ... descarrila a l'Acte II, després d'haver matat els seus antagonistes. La pel·lícula tenia el mateix problema, però aquí la visió del món endolcida sap el gran final de la seva efectivitat. Tot i això, veure "Heathers" a l'escenari és una alegria ".
Kyle Anderson de Entertainment Weekly va ser més dur, donant al musical una qualificació C: " Heathers: The Musical perd gairebé tot el que va fer que la pel·lícula fos fantàstica, cosa que la converteix en una adaptació colossalment decebedora d'una propietat estimada, sinó també en una experiència teatral generalment desagradable. . "

### West End
Els crítics van assenyalar la producció londinenca perquè consideraven que les qüestions complexes com l'homosexualitat, la bulímia i el suïcidi es feien poc efectes còmics, fent que algunes parts del programa se sentissin "antiquades i incòmodes per a un públic del 2018".

## Premis i nominacions

### Producció original de l'Off-Broadway
| Any  | Premi                | Categoria                                | Nominat                         | Resultat |
| ---- | -------------------- | ---------------------------------------- | ------------------------------- | -------- |
| 2014 | Premis Drama Desk    | Música excepcional                       | Laurence O'Keefe i Kevin Murphy | Nominat  |
| 2014 | Premis Drama Desk    | Actriu destacada en un musical           | Barrett Wilbert Weed            | Nominat  |
| 2014 | Premi Lucille Lortel | Actriu principal destacada en un musical | Barrett Wilbert Weed            | Nominat  |
| 2014 | Premi Lucille Lortel | Coreògraf destacat                       | Marguerite Derricks             | Nominat  |